# Ciuńce
Ciuńce (biał. Цівунцы; ros. Тиунцы) – wieś na Białorusi, w obwodzie witebskim, w rejonie postawskim, w sielsowiecie Woropajewo.
Dawniej używana nazwa – Cijuńce.

## Historia
W czasach zaborów w granicach Imperium Rosyjskiego.
W dwudziestoleciu międzywojennym wieś leżała w Polsce, w województwie wileńskim, w powiecie duniłowickim (od 1926 postawskim), w gminie Łuczaj.
Według Powszechnego Spisu Ludności z 1921 roku zamieszkiwało tu 239 osób, 233 były wyznania prawosławnego. Jednocześnie 167 mieszkańców zadeklarowało polską przynależność narodową, 68 białoruską a litewską. Było tu 45 budynków mieszkalnych. W 1931 w 55 domach zamieszkiwało 265 osób.
Miejscowość należała do parafii rzymskokatolickiej w Łuczaju. Podlegała pod Sąd Grodzki w Postawach i Okręgowy w Wilnie; właściwy urząd pocztowy mieścił się w Łuczaju.
W 1938 roku miejscowość należała do gromady Ciuńce gminy Łuczaj.